# لارژانتیر
لارژانتیر (به فرانسوی: Largentière) یک کمون در فرانسه است که در canton of Largentière واقع شده‌است.

## خصوصیات
لارژانتیر ۷٫۲۲ کیلومترمربع مساحت و ۱٬۸۰۵ نفر جمعیت دارد.